# Rodrigo Tello (panamski piłkarz)
Rodrigo Tello Valor (ur. 18 sierpnia 2003 w mieście Panama) – panamski piłkarz występujący na pozycji prawego obrońcy, reprezentant Panamy, od 2023 roku zawodnik Sportingu San Miguelito.
Jest synem Rodrigo Tello, również piłkarza.